# پایگاه دانش
پایگاه دانش (به انگلیسی: Knowledge base) به تکنولوژی گفته می‌شود که در سیستم های کامپیوتری، برای ذخیره‌سازی داده‌های پیچیده ساختار یافته و بدون ساختار استفاده می شود. اولین سیستم های پایگاه دانشی که به وجود آمد، در «سیستم های خبره» کاربرد داشتند.
یک «سیستم مبتنی بر پایگاه دانش» از دو زیرسیستم تشکیل شده است: ۱- پایگاه دانش، که نشان دهنده ی واقعیت هایی در مورد جهان می باشند، و ۲- یک ماشین استنتاج، که در مورد این واقعیت ها استنتاج می کنند و از قواعد برای استنتاج واقعیت های جدید استفاده می کند.

## تفاوت پایگاه دانش و پایگاه داده
هدف از پایگاه داده، ذخیره ی داده های بزرگ به صورت جداول داده ای می باشد. ۲ نیازمندی اصلی برای ساخت یک پایگاه داده، ۱- پشتیبانی از چندین کاربر توزیع شده برای دسترسی به یک داده (multiple, distributed user)، و پشتیبانی از انجام تراکنش ها (Transaction) (دو حالت انجام قطعی یا بازگشت به حالت قبل) می باشد.
یک پایگاه دانش، این نیازمندی های طراحی را ندارد، در عوض به داده های ساختار یافته نیاز دارد که ممکن است نشانگر هایی(pointer) به شی های دیگر داشته باشند. قابل ذکر است که نمایش ایده آل برای یک پایگاه دانش مدل شیی (Object Model) می باشد، که در این مدل، کلاس، زیرکلاس و نمونه وجود دارد.
داده های پایگاه دانش برای سیستم های خبره، برای رسیدن به جواب خاصی استفاده می شدند: رسیدن به تشخیص پزشکی، طراحی یک مولکول، رسیدن به پاسخ در موارد اضطراری.

### مثال تفاوت پایگاه دانش و پایگاه داده
از پایگاه دانش برای فهم واقعیت ها در مورد جهان استفاده می شود. برای مثال جمله ی «همه ی انسان ها فانی اند»، قابل نمایش در یک پایگاه داده نیست، در عوض یک پایگاه داده اطلاعات هزاران جدول را نگهداری می کند که اطلاعاتی در مورد انسان خاصی را نمایش می دهند.
این پایگاه دانش است که می تواند: ۱- نشان دهد «همه ی انسان ها فانی اند.» و ۲- در مورد انسان خاصی استنتاج می کند که او فانی است.

## ارتباط پایگاه دانش و پایگاه داده
قابل ذکر است که فروشندگان نرم افزار های پایگاه داده(مثل اوراکل)، امروزه امکاناتی به محصولات خود اضافه کرده اند که امکان پشتیبانی از نیازمندی های «پایگاه دانش» (مثل قواعد و روابط کلاس-زیرکلاس) را فراهم می کنند. حتی پایگاه های داده ی شی گرا (مثل Versant) هستند که از ابتدا برای پشتیبانی از امکانات شی گرایی ساخته شده اند که از سرویس های استاندارد پایگاه داده نیز پشتیبانی می کنند.